# آندریاس کورته
آندریاس کورته (انگلیسی: Andreas Korte؛ زادهٔ ۲۳ مارس ۱۹۸۹) بازیکن فوتبال اهل آلمان است.
از باشگاه‌هایی که در آن بازی کرده‌است می‌توان به باشگاه فوتبال اوردینگن ۰۵ و باشگاه فوتبال آلمانیا آخن اشاره کرد.